# Omai
Mai (c. 1753–1779), conocido como Omai en Europa, fue un joven ratiano que se convirtió en el segundo isleño del Pacífico en visitar Europa, después de Ahutoru, a quien el explorador y navegante francés Louis Antoine de Bougainville lo trajo a París en 1768.

## Biografía
Ma'i nació c. 1751 y se describió a sí mismo como un hoa, o «asistente del rey», hijo de un terrateniente de Raiatea. Su padre fue asesinado por guerreros de Bora Bora. Al huir a Tahití, resultó herido en el encuentro con el buque británico HMS Dolphin en 1767.  Ma'i se convirtió entonces en aprendiz de sacerdote. Al regresar a Raiatea, fue capturado y llevado a Bora Bora. Allí, escapó por poco de la muerte y huyó a Huahine.
Conoció a Samuel Wallis en 1767 y al capitán James Cook en 1769 en Tahití. En agosto de 1773 se embarcó desde Huahine en el barco británico HMS Adventure, comandado por Tobias Furneaux, que previamente había fondeado en Tahití como parte del segundo viaje de James Cook en el Pacífico. Omai viajó a Europa en el HMS Adventure y llegó a Londres en octubre de 1774, donde fue presentado a la sociedad británica por el naturalista Joseph Banks (a quien también había conocido durante el primer viaje de Cook).

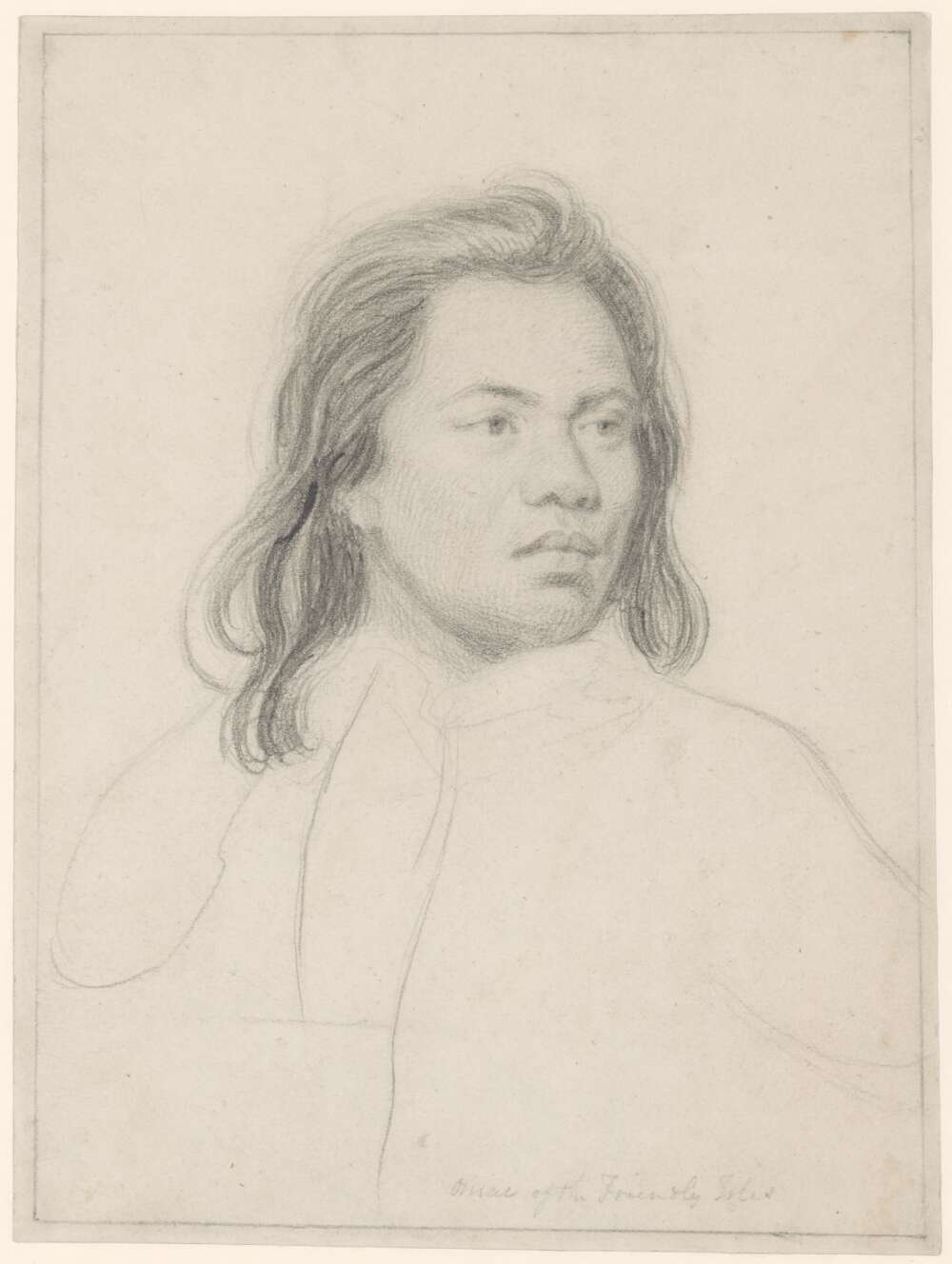
Omai de las Islas Amigables por Joshua Reynolds, c.1774

Durante su estancia de dos años en Inglaterra, se ganó la admiración de la alta sociedad londinense. Conocido por su encanto, ingenio y belleza exótica, rápidamente se convirtió en el favorito de la élite aristocrática británica. Banks le invitó regularmente a cenar en la Royal Society y organizó reuniones con celebridades notables de la época, incluido John Montagu, Samuel Johnson, Frances Burney y Anna Seward, entre otros.  Richard Holmes comenta que el comportamiento idiosincrásico de Omai y su reverencia distintiva fueron ampliamente celebrados.  De hecho, durante un famoso encuentro con el rey Jorge III en Kew, se dice que Omai le entregó su arco y luego estrechó la mano del rey, declarando: «¿Cómo estás, rey Tosh?», un intento torpe pero entrañable de decir «George», que al rey no pareció importarle.
Fue pintado por Joshua Reynolds, entre otros; Retrato de Omai vendido en 2001 por «el segundo precio más alto jamás pagado por un cuadro británico», según afirmó la revista Antiques Trade Gazette. El viaje de Omai a Inglaterra y su posterior regreso a Tahití con el tercer viaje de Cook en 1776 se convirtieron en el tema de una producción teatral, escrita y dirigida por el dramaturgo John O'Keefe, titulada «Omai: un viaje alrededor del mundo», que se representó durante la temporada navideña de 1785 en el Royal Opera House en Covent Garden.
Omai regresó a Huahine en agosto de 1777, donde Cook le construyó una casa de estilo europeo y le proporcionó muebles, armas de pólvora, un viñedo y dos niños maoríes como sirvientes. Durante la visita del HMS Bounty a Tahití en 1789, al capitán William Bligh le dijeron que un par de años después de la partida de Cook en noviembre de 1777, Omai murió. Según Richard Connaughton, el «consenso» es que murió en 1780, dentro de los 30 meses posteriores a la partida de Cook, cuando tenía poco más de 20 años, probablemente por causas naturales, posiblemente por una enfermedad infecciosa. Antes de morir, utilizó sus armas de pólvora para librar una importante batalla contra una tribu rival, en la que resultó victorioso.